# Palacio de Zubieta
El palacio de Zubieta es un edificio situado en Ispáster (Vizcaya, España), muy cerca del casco urbano de Lequeitio. Fue construido en el siglo XVIII, sobre una casa-torre preexistente en el mismo lugar. Fue declarado en 1984 Bien Cultural de Vizcaya, y actualmente es explotado como escenario para bodas y grandes eventos.

## Historia
El solar donde se levanta el palacio Zubieta pertenece desde hace varios siglos al linaje de los Adán de Yarza, que se remonta a la Edad Media. Esta familia combatió en las Guerras Banderizas, generalmente del lado de los oñacinos, y sus descendientes (familia Solano) gestionan actualmente la empresa hostelera.
A principios del siglo XVIII, tras el enlace entre Jacinta Adán de Yarza y Miguel Vélez de Larrea, este último ordenó la construcción del actual palacio. Las obras comenzaron en 1716, siguiendo el estilo churrigueresco. Se sabe que los planos del edificio se realizaron en Madrid, pero no el nombre del diseñador. Intervinieron en la obra Domingo de Abaria y Martín de Malaxbeitia (cantería y entalladura), Antonio y Gaspar de Amezua (rejería) y Andrés de Monasterio realizó la imagen de la hornacina. En la fachada principal intervino el prestigioso maestro Martín de Zaldua, quien según algunos pudo ser el arquitecto principal de la obra.

## Descripción
El edificio se compone de cuatro módulos de dos pisos dispuestos en torno a un patio interior. De estilo barroco decorativo, poco común en la arquitectura vizcaína. El elemento más llamativo es la fachada principal, compuesta por un cuerpo central flanqueado por dos torres gemelas. El cuerpo central es casi cuadrado, y está coronado por una hornacina que contiene una imagen de piedra representando a San Miguel.